# القصة القصيرة السودانية
فيما يلي المراحل التي مرت بها القصة القصيرة في السودان منذ البدايات إلى ما بعد الحداثة.

## المراحل
- البدايات 1930 - 1945
- النضـج 1945 - 1965
- التحولات الحداثيـة 1965 - 1985
- الحداثـة ما بعد 1985

### جدول تفصيلي
| رقم متسلسل | المرحلة الزمنية | مراحل القصة القصيرة     | أمثلة لأشهر رواد المرحلة | رأي النقاد | مُلاحظات                                                 |
| ---------- | --------------- | ----------------------- | --- | --- | ------------------------------------------------------- |
| 1          | 1930 - 1945     | البدايات                | بدوى ناصر · سيد الفيل · عبدالحليم محمد · عرفات محمد عبدالله · عمر عبدالله أبوشمة · محمد أحمد المحجوب · معاوية نور · | يقول فؤاد مرسي في رصده للسلبيات "الكتابة عن الواقع في الخارج بأفكار مسبقة تحكمها العادات والتقاليد أكثر مما تمليه الضرورات الفنية والجمالية، هذا عدا عيوب البدايات الشهيرة من مباشرة وتقريرية، واستطراد إلى حد الملل، وافتعال وافتقار إلى المعادل الموضوعى، ويرى ان الرومانسية كانت الاتجاه الغالب على كتابات هذه الفترة" . | [ 3 ] [ 4 ]                                             |
| 2          | 1945 - 1965     | مرحلة النضج             | أبو بكر خالد · الزبير على · الطيب زروق · الطيب صالح · آمنه احمد يونس (آمنة بنت وهب ) · خوجلى شكر الله · زينب عبدالسلام المحبوب · سلمى أحمد البشير · صلاح أحمد إبراهيم · عبد المنعم أرباب · عثمان على نوار · علي المك · محمـد سعيد معروف · ملكة الدار محمد عبد الله · | لمع اسم الطيب صالح بقوة بين أبناء هذا الجيل، حدا ان اعماله القصصية اصبحت مرادفا لجنس القصة القصيرة السودانية، وحاملة لوجودها ومجسدة لأدق سماتها، وكتب د. مختار عجوبة عن جيل هذه المرحلة بأنهم "دعاة التغيير .. يكتبون عن الذين سيغيرون الحياة ويجادلونها، ومن الطبقات المغمورة يستمدون شخصياتهم وهى في غمرة مأساتها في المقاهى والمتاجر والقطارات.يزاولون اعمالا لا تكفل لهم الضرورى من العيش، لكن صوتهم يأتينا دائما قويا محتجا مبشرا بان الطبقات هى التى ستصنع الحياة". | ظهور أول قاصة سودانية .ملكة الدار محمد عبد الله.        |
| 3          | 1965 - 1985     | مرحلة التحولات الحداثية | أحمد الفضل أحمد · أحمد مصطفى الحاج · آمال حسين · بشرى الفاضل · حسن الجزولى · زينب الكردى · زهاء الطاهر · سعاد عبد التام · سلمى الشيخ سـلامة · عيسى الحلو · عبدالسلام حسن عبد السلام · عثمان الحـورى · عوضية يوسف · فاطمة السنوسي · مبارك الصادق · محجوب شعرانى · محمد خلف الله سليمان · محمد عثمان عبد النبى · محمود محمد مدني · مصطفى مبارك · نبيل غالى · يحيي فضل الله · مختار عجوبة · | يكتب فؤاد مرسي مؤكدا على نضوج الملمح الواقعى لكتاب تلك المرحلة، واستلهامهم لا شكال فنية واكبت تطور المجتمع السودانى، وعبرت عن همومه ومشاكله، وحاولت الخروج إلى أفق مغاير . |                                                         |
| 4          | 1985 - 2003     | الحداثة                 | إبراهيم بشير · أحمد المتوكل · أحمد الملك · أحمد ضحية · أسامة الخواض · أمير تاج السر · أغنيس لاكودو · أسامة الخواض · إنعام الحاج بابكر · بثينة خضر مكى · جمال غـلاب · سارة يوسف خليل · ستيلا قاتيانو · رانيا مأمون · صلاح الزين · طارق الطيب · عبد الحميد البرنس · عادل القصاص · محمد المهدى بشرى · مها الرشيد · ميل كلينسون · هاشم ميرغنى الحاج ·                                        | يرى الناقد"معاوية البلال"ان مرحلة الحداثة في القص السودانى استخدمت تقنيات حديثة جمعت بين الذاتى والموضوعى، والخاص والعام والقديم والجديد، كما تفوقت في تصوير هموم الشخصية السودانية . | لم يشمل الرصد الأعمال التي صدرت بعد عام 2003 وحتي الآن. |

## وصلات خارجية
- القصة القصيرة السودانية (على الفيسبوك)  على فيسبوك.
- قصة قصيرة